# Lescouët-Gouarec
Lescouët-Gouarec är en kommun i departementet Côtes-d'Armor i regionen Bretagne i nordvästra Frankrike. Kommunen ligger i kantonen Gouarec som tillhör arrondissementet Guingamp. År 2022 hade Lescouët-Gouarec 215 invånare.

## Befolkningsutveckling
Antalet invånare i kommunen Lescouët-Gouarec
Referens:INSEE